# Cá vàng đuôi bướm

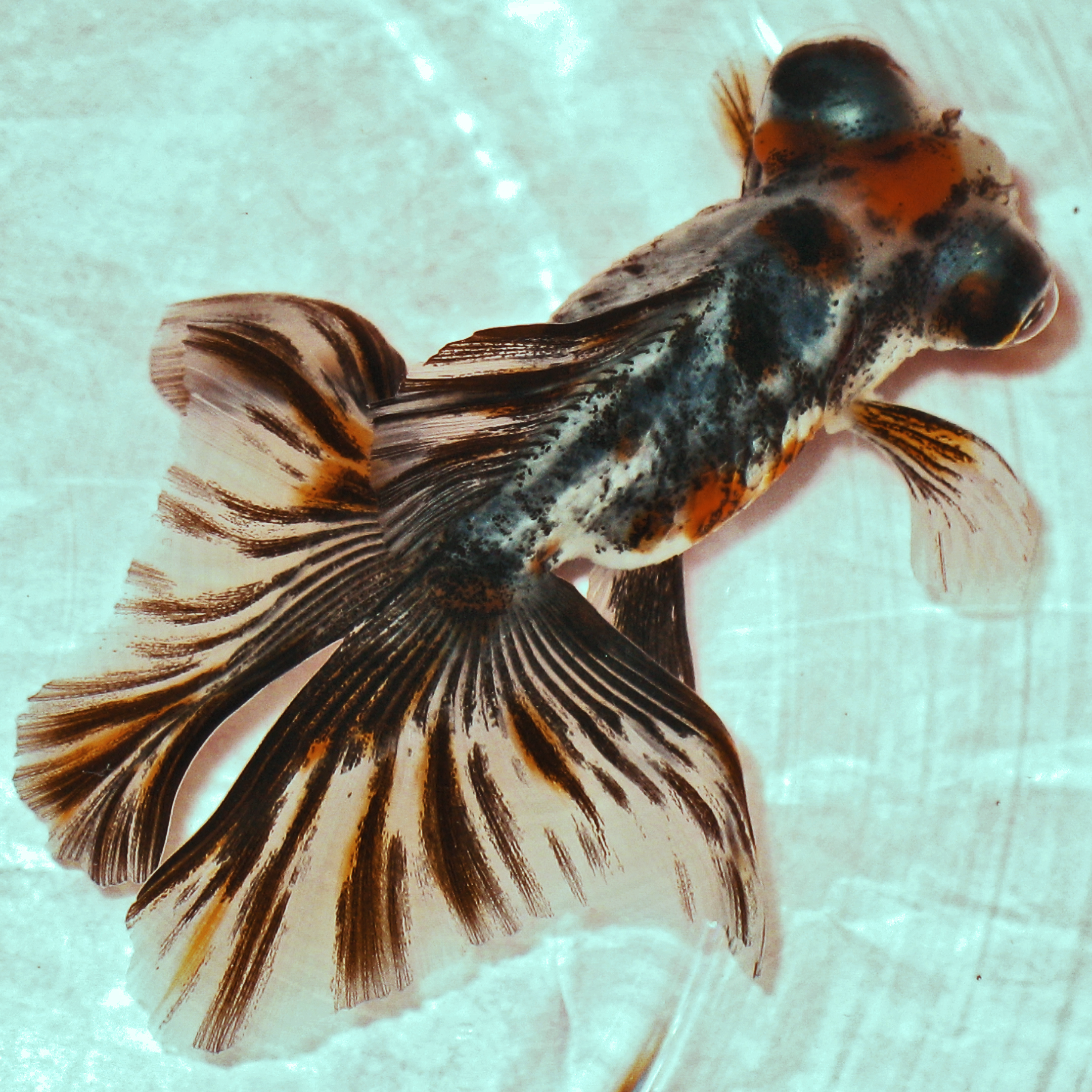
Cá vàng đuôi bướm

Cá vàng đuôi bướm (tên tiếng Anh: Jikin Goldfish hay Peacock-tail Goldfish) là một giống cá vàng đa dạng. Giống cá Jikin được tin là có nguồn gốc từ Nhật Bản, chúng là giống cá đẹp, đáng yêu nhưng quý hiếm.

## Đặc điểm
Đặc điểm nổi bật nhất của nó là chiếc đuôi có dạng hình chữ X và cơ thể có màu trắng với điểm nhấn ấn tượng là đôi môi và những chiếc vây màu đỏ. Vây đuôi phải phân chia hoàn toàn. Đuôi jikin tương tự như đuôi cá vàng Lan thọ nhưng có dạng chữ X khi nhìn từ phía sau do góc kết nối giữa gốc đuôi và hai thùy đuôi Tất cả các vây phải có màu đỏ. Màu sắc của chúng là đỏ và trắng (với màu đỏ chỉ ở những vùng nhất định) hoặc đốm.
Kích thước phổ biến là 25 cm, Jikin là một trong những loại cá vàng đẹp nhất. Chúng có thân hình ngắn hơn một chút so với cá vàng thông thường (Common Goldfish) và đuôi phân chia chĩa ra ngoài. Trừ vây lưng, các vây còn lại đều xếp thành cặp. Vẻ đẹp của vây đuôi có thể quan sát được khi nhìn từ trên xuống, trông nó giống như có 4 phần. Ngày nay. Jikin là 1 loài hiếm. 

## Tập tính
Khi nuôi, nên nuôi trong hồ ngoài trời vì chúng cần môi trường sống tự nhiên. Giống cá này có thể thích nghi với nhiệt độ, ánh sáng tự nhiên như ánh sáng mặt trời và tảo có thể làm màu sắc chúng tươi sáng hơn. Chúng sống khắp tầng trong bể. Thức ăn của chúng là các loại thức ăn. Chúng rất khó sinh sản. Tuổi thọ trung bình 15 năm.